# Santiago Herrero
Santiago Herrero (Madrid, 2 de mayo de 1942 - Douglas (Isla de Man), Dependencia de la Corona británica; 10 de junio de 1970) fue un motociclista español.

## Biografía
A los doce años de edad, Santiago Herrero se compró su primera moto. En 1962, obtuvo su licencia para carreras, competiendo con Derbi y siendo él su propio mecánico. Pronto pasó a una Bultaco Tralla 125 y llamó la atención a Luis Bejarano, el propietario de la marca española Lube quien reconoció el talento de Santiago. Bejarano le ofreció un trabajo en el departamento de competición de la marca en Baracaldo donde Herrero residió hasta su muerte. En 1964, terminó tercero en el Campeonato de España de 125cc y en 1965, terminó segundo. Desafortunadamente, Lube tuvo problemas financieros y la empresa cerró.
Herrero decidió entrar en los negocios y montó un taller de reparación de motocicletas en Bilbao. Se compró una Bultaco y compitió como piloto privado.
En esta época, Eduardo Giró, ingeniero diseñador de la marca OSSA desarrolló una moto revolucionaria con un chasis monocasco. Reconociendo su valor como piloto y sus conocimientos mecánicos, Giró le ofreció el trabajo de desarrollar la Ossa 250cc de competición. Juntos ganaron el Campeonato de España de 250cc en 1967.

### Campeonato del Mundo

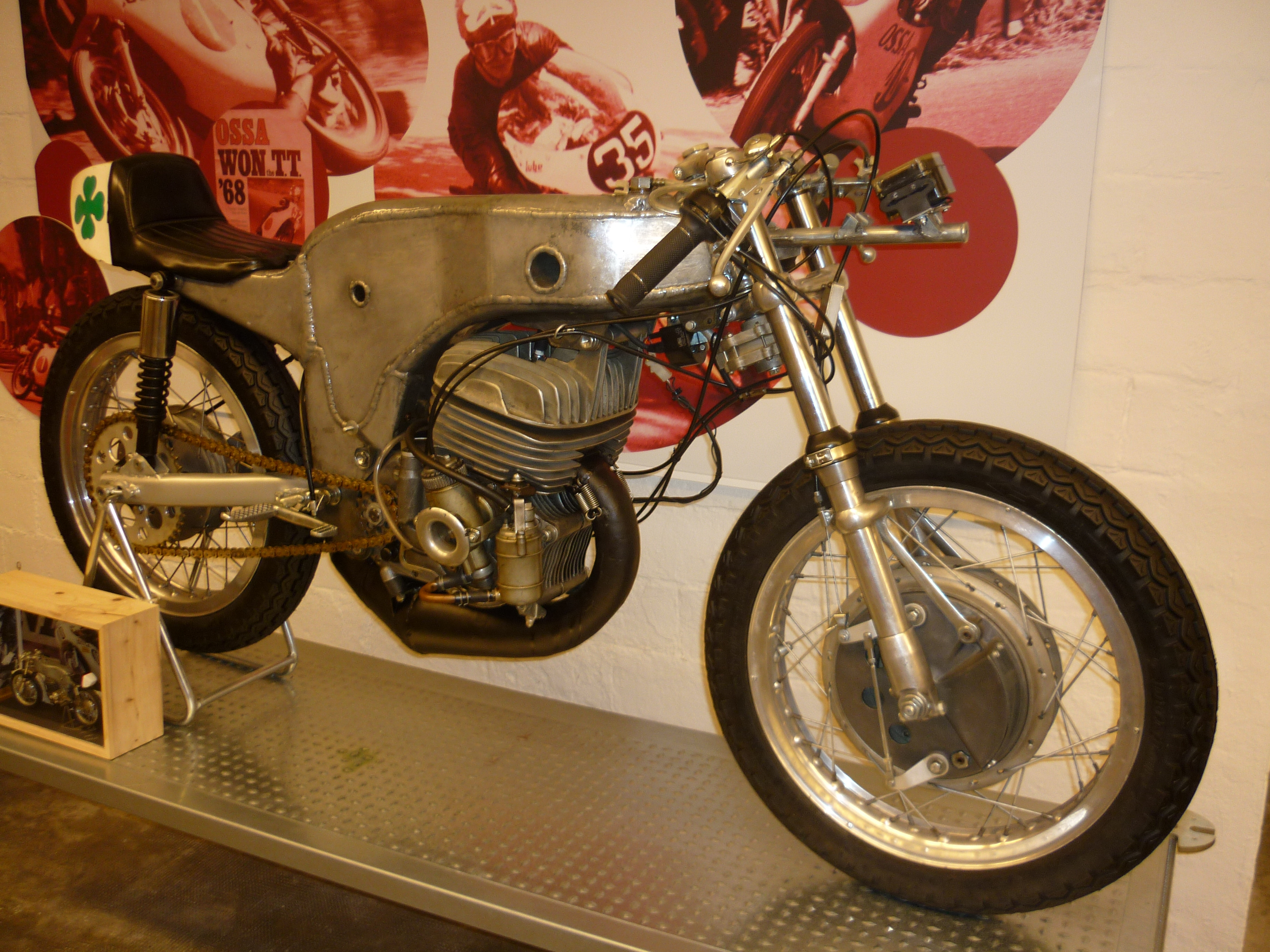
OSSA de 250cc de Herrero en 1968

En 1968, empezó a competir en el campeonato del mundo de 250cc. Aunque la Ossa monocilíndrica tenía 20 CV menos que la poderosa Yamaha V4 de Phil Read y Bill Ivy, la Ossa era unos 20 kg más ligera y su chasis monocasco mucho más estable, dándole una superior agilidad. Las Yamaha consiguieron el campeonato pero Herrero no dejó duda de que la pequeña Ossa era rápida y fiable. Terminó séptimo en el campeonato de ese año y consiguió una tercera posición en la última carrera de la temporada, en el circuito de Monza. Esa temporada ganó de nuevo el campeonato de España de 250 cc.
1969 sería un gran año para Herrero. Comenzó el año ganado su primer Gran Premio en la carrera inaugural de la temporada ante sus compatriotas en el Circuito del Jarama. Después de retirarse por problemas mecánicos en el GP de Alemania, volvió con una victoria en el circuito de Bugatti. Siguió con una tercera plaza en el TT de la Isla de Man, una gran gesta considerando el déficit de potencia de su moto en el infame circuito de la isla. Ganó de nuevo en el circuito de Spa-Francorchamps (Bélgica) e iba liderando la clasificación cuando la mala suerte se cebó con él. Se cayó bajo la lluvia en el GP de Irlanda del Norte y se rompió el brazo izquierdo. Muchos consideraron que la temporada había acabado para él, pero Herrero volvió y terminó en una buena quinta posición en el Circuito de Imola. En la última carrera de la temporada Yugoslavia, estaba a un punto del primer clasificado. Empezó la carrera en cabeza pero rompió en la séptima vuelta. Terminó tercero en el Campeonato del Mundo de 250cc de ese año. Repitió su victoria en el Campeonato de España de 250cc por tercer año consecutivo.
Herrero comenzó muy bien el Campeonato del Mundo de 250cc de 1970. Aunque se retiró en la primera carrera de la temporada en Alemania, terminó segundo en Francia y ganó en Yugoslavia. La siguiente carrera era en la Isla de Man (TT Isla de Man).

#### Accidente en el TT Isla de Man
Trágicamente, el 8 de junio, Santiago Herrero tuvo un accidente en ese circuito en el punto denominado Westwood Corner cuando iba el tercero en la última vuelta de la categoría de 250cc. Santiago Herrero colisionó con Stanley Wood y salió despedido contra un seto. Como resultado del accidente, Stanley Wood se rompió un tobillo y las dos clavículas y Santiago Herrero murió por las graves heridas dos días después, el día 10. La causa del accidente fue descrita por Stanley Wood como "pudo haber algo de alquitrán blando en la curva". Tenía 27 años.
Su pérdida afectó tanto a la compañía OSSA que ésta abandonó las carreras.
España perdió uno de sus primeros grandes pilotos de motocicletas. De hecho, la Federación Española de Motociclismo prohibió desde entonces emitir licencias para disputar esa carrera, algo que sigue ocurriendo en la actualidad. Los pilotos españoles que siguen participando allí lo hacen con licencia de otra Federación.
Santiago Herrero está enterrado en el cementerio de Derio, en Vizcaya, su ciudad de adopción.

## Resultados en los Grandes Premios del Campeonato del Mundo
Sistema de puntuación desde 1950 hasta 1968:
| Posición | 1.º | 2.º | 3.º | 4.º | 5.º | 6.º |
| Puntos   | 8   | 6   | 4   | 3   | 2   | 1   |

Sistema de puntuación desde 1969 hasta 1987:
| Posición | 1.º | 2.º | 3.º | 4.º | 5.º | 6.º | 7.º | 8.º | 9.º | 10.º |
| Puntos   | 15  | 12  | 10  | 8   | 6   | 5   | 4   | 3   | 2   | 1    |

### Carreras por año
(Carreras en negrita indica pole position, carreras en cursiva indica vuelta rápida)
| Año  | Cat.  | Moto    | 1       | 2       | 3       | 4           | 5     | 6       | 7     | 8       | 9     | 10      | 11    | 12      | 13    | Pts. | Pos. |
| ---- | ----- | ------- | ------- | ------- | ------- | ----------- | ----- | ------- | ----- | ------- | ----- | ------- | ----- | ------- | ----- | ---- | ---- |
| 1966 | 125cc | Derbi   | ESP Ret | GER -   |         | NED -       |       | DDR -   | CZE - | FIN -   | ULS - | IOM -   | NAT - | JPN -   |       | 0    | -    |
| 1966 | 250cc | Sanglas | ESP Ret | GER -   | FRA -   | NED -       | BEL - | RDA -   | CZE - | FIN -   | ULS - | IOM -   | NAT - | JPN -   |       | 0    | -    |
| 1967 | 250cc | OSSA    | ESP Ret | GER -   | FRA -   | IOM -       | NED - | BEL -   | RDA - | CZE -   | FIN - | ULS -   | NAT - | CAN -   | JAP - | 0    | -    |
| 1968 | 250cc | OSSA    | ALE 6   | ESP Ret | IDM DNF | NED 6       | BEL 5 | RDA Ret | CHE - | FIN -   | ULS - | NAC 3   |       |         |       | 8    | 7.º  |
| 1969 | 50cc  | Derbi   | ESP Ret | ALE Ret | FRA -   |             | NED 7 | BEL 2   | RDA 2 | CHE Ret |       | ULS Ret | NAC - | YUG -   |       | 28   | 7.º  |
| 1969 | 250cc | OSSA    | ESP 1   | ALE Ret | FRA 1   | IDM 3       | NED 3 | BEL 1   | RDA 2 | CHE Ret | FIN 6 | ULS Ret | NAC 5 | YUG Ret |       | 83   | 3.º  |
| 1970 | 250cc | OSSA    | ALE Ret | FRA 2   | YUG 1   | IDM Ret (†) | NED - | BEL -   | DDR - | CZE -   | FIN - | ULS -   | NAT - | ESP -   |       | 27   | 8.º  |